# Список творів світової літератури, що дібрала Леся Українка для перекладу
Восени 1889 року цензурний комітет заборонив учасникам літературного гуртка української молоді «Плеяда» видати три збірки українських творів «Весна», «Десна» і «Спілка». Співзасновниця «Плеяди» Леся Українка на прохання свого брата та засновника літературного гуртка Михайла Косача складає довгий список авторів та їхніх творів, які вважає за потрібне перекласти українською і надсилає його Михайлові у листі з Одеси від 26—28 листопада (8—10 грудня) 1889 року.
Цей лист 18-літньої Українки починається епіграфом «Ще не вмерла Україна!», а далі:
|  | Тільки що одержала твій лист і, прочитавши, зараз же за перо! Стішив мене цей лист аж надто. Я бачу тепер, що ви таки справді маєтесь «братися за діло» і вже перестаете угнітатись духом. Нема що й казать про те, що я візьмуся тепер до роботи так, що тільки ну! Що залежатиме від мене, я все зроблю, ба — що ж мені й робити, як не се! аже, як би там не було, а література моя профессія. |

Формуючи списка вона зазначає, що для різних верств населення література має бути різною:
|  | Бо коли перекладча літ[ература] має видаватись для народу (для простого народу), то тоді каталог творів до перекладання можна, і навіть треба, скоротить, бо навіщо ж народові, принаймні тепер, тії Полі Бурже, Байрони, Леопарді та хоч би й Шіллер і Гете? Коли ж се видання має бути і для інтелігенції, то тоді список треба б іще розширити, помістити туди: Сервантеса, Бомарше, Петрарку, Шеньє, Бальзака, Леконт де Ліля, Вальтер Скотта, Вольтера, Руссо, Сталь, Сирокомлю, Конопніцьку, Надсона, Некрасова. Мені здається, що без сих авторів наша література буде аж надто неповна. |

Про особливості перекладу Леся теж дасть свої зауваги:
|  | Взагалі, що до россійських письмовців, то се ще не велика мація перекласти, аби тільки людей було досить, та охоти не бракувало, а от з італьянцями та англичанами, то трудна справа…прозаічні твори англійських та італьянських авторів можна перекладать і з русських перекладів, але вірші треба конечне перекладать з первотвору, бо инакше може вийти щось зовсім далеке і неподобне'. |

| №  | Мова   | Автор              |                                    | Твори | Ориґінальні назви |
| -- | ------ | ------------------ | ---------------------------------- | --- | --- |
| 1  | нім.   | Авербах Б.         | 1                                  | «Шварцвальдські оповідання» | «Schwarzwaldergeschichten» |
| 2  | англ.  | Байрон Дж.         | 2                                  | «Манфред» | «Manfred» |
| 2  | англ.  | Байрон Дж.         | 3                                  | «Паломництво Чайльд Гарольда» | «Childe Harold's Pilgrimage» |
| 3  | франц. | Бальзак О.         | 4                                  | «Втрачені ілюзії» | «Illusions perdues» |
| 3  | франц. | Бальзак О.         | 5                                  | «Селяни» | «Les paysans» |
| 3  | франц. | Бальзак О.         | 6                                  | «Тридцятирічна жінка» | «La femme de trente ans» |
| 4  | франц. | Беранже П.-Ж.      | 7                                  | «Король Івето» | «Le roi d’lvetot» |
| 4  | франц. | Беранже П.-Ж.      | 8                                  | «Моє старе вбрання» | «Mon vieil habit» |
| 4  | франц. | Беранже П.-Ж.      | 9                                  | «Пан сенатор» | «Monsieur le senateur» |
| 4  | франц. | Беранже П.-Ж.      | 10                                 | «Старий капрал» | «Le vieux Caporal» |
| 4  | франц. | Беранже П.-Ж.      | й інші пісні*                      | | |
| 5  | англ.  | Бернс Р.           |                                    | кілька найкращих творів* | кілька найкращих творів* |
| 6  | франц. | Бомарше П.         |                                    | трилогія* (найвірогідніше мається на увазі ця трилогія: «Севільський цирюльник, або марна обережність», «Шалений день, або Весілля Фіґаро», «Злочинна мати, або другий Тартюф») | трилогія* (найвірогідніше мається на увазі ця трилогія: «Севільський цирюльник, або марна обережність», «Шалений день, або Весілля Фіґаро», «Злочинна мати, або другий Тартюф») |
| 7  | англ.  | Брет Г.            |                                    | кілька оповідань* | кілька оповідань* |
| 8  | франц. | Вольтер М.         |                                    | що самі схочете* | що самі схочете* |
| 9  | нім.   | Гайне Г.           | 11                                 | «Атта Троль» | «Atta Troll» |
| 9  | нім.   | Гайне Г.           | 12                                 | «Гірська ідилія» | «Bergidylle» |
| 9  | нім.   | Гайне Г.           | 13                                 | «Книга Пісень» | «Buch der Lieder» |
| 9  | нім.   | Гайне Г.           | 14                                 | «Подорожні картини» | «Reisebilder» |
| 9  | нім.   | Гайне Г.           | 15                                 | «Сірома (Бідні люди)» | «Les pauvres gens» |
| 10 | рос.   | Гаршин В.          | 16                                 | «Червона квітка» | «Красный цветок» |
| 10 | рос.   | Гаршин В.          | і загалом усі твори*               | | |
| 11 | нім.   | Гете Й.            | 17                                 | «Страждання молодого Вертера» | «Die Leiden des jungen Werthers» |
| 11 | нім.   | Гете Й.            | 18                                 | «Фауст» | «Faust» |
| 11 | нім.   | Гете Й.            | і кілька дрібних віршів*           | | |
| 12 | рос.   | Гоголь М.          |                                    | загалом усі твори* | загалом усі твори* |
| 13 | рос.   | Гончаров І.        | 19                                 | «Круча» | «Обрыв» |
| 13 | рос.   | Гончаров І.        | 20                                 | «Обломов» | «Обломов» |
| 14 | франц. | Гюго В.            | 21                                 | «Знедолені» | «Les miserables» |
| 14 | франц. | Гюго В.            | 22                                 | «Собор Паризької Богоматері» | «Notre Dame de Paris» |
| 14 | франц. | Гюго В.            | 23                                 | «Трудівники моря» | «Les travailleurs de la mer» |
| 15 | франц. | Ґотьє Т.           |                                    | вірші* | вірші* |
| 16 | англ.  | Діккенс Ч.         | 24                                 | «Девід Копперфілд» | «David Copperfield» |
| 16 | англ.  | Діккенс Ч.         | і дещо з менших новел*             | | |
| 17 | франц. | Доде А.            | 25                                 | «Жак» | «Jacques» |
| 18 | рос.   | Достоєвський Ф.    | 26                                 | «Записки з мертвого будинку» | «Записки из мертвого дома» |
| 18 | рос.   | Достоєвський Ф.    | 27                                 | «Злочин і кара» | «Преступление и наказание» |
| 19 | франц. | Етцель П.-Ж.       | 28                                 | «Життя і філософські думки пінгвіна» | «Vie et pensées philosophiques du pingouin» |
| 20 | пол.   | Єж Т.              | 29                                 | «Кузьма Єж» | «Kuźma Jeź» |
| 21 | пол.   | Залеський Ю.       |                                    | деякі вірші* | деякі вірші* |
| 22 | франц. | Санд Ж.            | 30                                 | «Грибуль» | «Gribouille» |
| 22 | франц. | Санд Ж.            | 31                                 | «Лелія» | «Lelia» |
| 22 | франц. | Санд Ж.            | 32                                 | «Рожева хмарка» | «Le nuage rose» |
| 22 | франц. | Санд Ж.            | 33                                 | «Товариші-мандрівники по Франції» | «Les compagnons du tour de France» |
| 22 | франц. | Санд Ж.            | і деякі казки для народу та дітей* | | |
| 23 | франц. | Золя Е.            | 34                                 | «Гріх абата Муре» | «Le pechè de l'abbé Mouret» |
| 23 | франц. | Золя Е.            | 35                                 | «Пастка» | «L’Assommoir» |
| 24 | пол.   | Конопніцька М.     |                                    | вірші* | вірші* |
| 25 | франц. | Коппе Ф.           |                                    | вірші* | вірші* |
| 26 | рос.   | Короленко В.       | 36                                 | «В дурному товаристві» | «В дурном обществе» |
| 26 | рос.   | Короленко В.       | 37                                 | «Вночі» | «Ночью» |
| 26 | рос.   | Короленко В.       | 38                                 | «У великодню ніч» | «В ночь под Светлый праздник» |
| 26 | рос.   | Короленко В.       | 39                                 | «Ліс шумить» | «Лес шумит» |
| 26 | рос.   | Короленко В.       | 40                                 | «Сліпий музикант» | «Слепой музыкант» |
| 26 | рос.   | Короленко В.       | 41                                 | «Сон Макара» | «Сон Макара» |
| 26 | рос.   | Короленко В.       | 42                                 | «Старий дзвонар» | «Старый звонарь» |
| 26 | рос.   | Короленко В.       | і загалом усі твори*               | | |
| 27 | пол.   | Крашевський Ю.-І.  | 43                                 | «Остап Бондарчук» | «Ostap Bondarczuk» |
| 28 | рос.   | Крестовський В.    | 44                                 | «Велика ведмедиця» | «Большая медведица» |
| 28 | рос.   | Крестовський В.    | 45                                 | «Жити, як люди живуть» | «Жить, как люди живут» |
| 28 | рос.   | Крестовський В.    | 46                                 | «Перша боротьба» | «Первая борьба» |
| 29 | франц. | Леконт де Ліль Ш.  | 47                                 | вибрати з* «Античні вірші» | «Poèmes antiques» |
| 29 | франц. | Леконт де Ліль Ш.  | 48                                 | вибрати з* «Варварські вірші» | «Poèmes barbares» |
| 29 | франц. | Леконт де Ліль Ш.  | 49                                 | вибрати з* «Трагічні вірші» | «Poèmes tragiques» |
| 30 | іт.    | Леопарді Дж.       |                                    | діалоги та деякі вірші* | діалоги та деякі вірші* |
| 31 | англ.  | Лонґфелло Г.       | 50                                 | «Пісня про Гайавату» | «The Song of Hiawatha» |
| 31 | англ.  | Лонґфелло Г.       | 51                                 | «Усе вище» | «Excelsior» |
| 31 | англ.  | Лонґфелло Г.       | і невеличкі вірші*                 | | |
| 32 | рос.   | Лермонтов М.       | 52                                 | «Герой нашого часу» | «Герой нашего времени» |
| 32 | рос.   | Лермонтов М.       | 53                                 | «Демон» | «Демон» |
| 32 | рос.   | Лермонтов М.       | вірші*                             | | |
| 33 | пол.   | Мальчевський А.    | 54                                 | «Марія» | «Maria» |
| 34 | рос.   | Мачтет Г.          | 55                                 | «Він і ми» | «Он и мы» |
| 34 | рос.   | Мачтет Г.          | 56                                 | «І один в полі воїн» | «И один в поле воин» |
| 35 | пол.   | Міцкевич А.        | 57                                 | «Балади і романси» | «Ballady» |
| 35 | пол.   | Міцкевич А.        | 58                                 | «Кримські сонети» | «Krymskie sonety» |
| 35 | пол.   | Міцкевич А.        | 59                                 | «Поминки» | «Dziady» |
| 36 | франц. | Мольєр Ж.-Б.       | 60                                 | «Смішні манірниці» | «Ргecieuses ridicules» |
| 36 | франц. | Мольєр Ж.-Б.       | 61                                 | «Скупий» | «L’avare» |
| 36 | франц. | Мольєр Ж.-Б.       | 62                                 | «Тартюф» | «Tartuffe» |
| 36 | франц. | Мольєр Ж.-Б.       | 63                                 | «Шлюб з примусу» | «Le mariage forcé» |
| 37 | англ.  | Мур Т.             |                                    | кілька віршів* | кілька віршів* |
| 38 | франц. | Мюссе А.           | 64                                 | «Люсі» | «Lucie» |
| 38 | франц. | Мюссе А.           | 65                                 | «Мої в’язниці» | «Le mie prigioni» |
| 38 | франц. | Мюссе А.           | 66                                 | «Ночі» | «Les nuits» |
| 39 | рос.   | Надсон С.          |                                    | вірші* | вірші* |
| 40 | рос.   | Некрасов М.        |                                    | вірші* | вірші* |
| 41 | пол.   | Ожешко Е.          | 67                                 | «А. В. С.» | «А. В. С.» |
| 41 | пол.   | Ожешко Е.          | 68                                 | «Добра пані» | «Dobra раnі» |
| 41 | пол.   | Ожешко Е.          | 69                                 | «Марта» | «Marta» |
| 41 | пол.   | Ожешко Е.          | 70                                 | «Нерадісна ідилія» | «Nieróżowa sielanka» |
| 41 | пол.   | Ожешко Е.          | 71                                 | «Панна Антоніна» | «Раnnа Antonina» |
| 41 | пол.   | Ожешко Е.          | 72                                 | «Сильний Самсон» | «Silny Samson» |
| 41 | пол.   | Ожешко Е.          | 73                                 | «Чотирнадцята частина» | «Czternasta część» |
| 42 | іт.    | Петрарка Ф.        |                                    | сонети* | сонети* |
| 43 | пол.   | Прус Б.            | 74                                 | «Форпост» | «Placówka» |
| 44 | рос.   | Пушкін А.          | 75                                 | «Борис Годунов» | «Борис Годунов» |
| 44 | рос.   | Пушкін А.          | 76                                 | «Цигани» | «Цыгане» |
| 44 | рос.   | Пушкін А.          | і кілька дрібних віршів*           | | |
| 45 | франц. | Руссо Ж.-Ж.        |                                    | що самі схочете* | що самі схочете* |
| 46 | англ.  | Свіфт Дж.          | 77                                 | «Гулівер» | «Gulliver» |
| 47 | пол.   | Сенкевич Г.        | 78                                 | «Етюди вугіллям» | «Szkice węglem» |
| 48 | есп.   | Сервантес М.       | 79                                 | «Дон Кіхот» | «Don Quijote» |
| 49 | пол.   | Словацький Ю.      | 80                                 | «Мазепа» | «Mazepa» |
| 49 | пол.   | Словацький Ю.      | і вірші*                           | | |
| 50 | рос.   | Салтиков-Щедрін М. | 81                                 | «Історія одного міста» | «История одного города» |
| 50 | рос.   | Салтиков-Щедрін М. | 82                                 | «Карась-ідеаліст» | «Карась-идеалист» |
| 50 | рос.   | Салтиков-Щедрін М. | 83                                 | «Панове ташкентці» | «Господа ташкентцы» |
| 50 | рос.   | Салтиков-Щедрін М. | 84                                 | «Самовідданий заєць» | «Самоотверженный заяц» |
| 51 | пол.   | Сирокомля В.       |                                    | вірші* | вірші* |
| 52 | англ.  | Скотт В.           | 85                                 | «Айвенго» | «Ivanhoe» |
| 52 | англ.  | Скотт В.           | 86                                 | «Веверлей» | «Waverley» |
| 53 | франц. | Сталь Ж.           |                                    | що самі схочете* | |
| 54 | англ.  | Теннісон А.        |                                    | вірші* | вірші* |
| 55 | рос.   | Толстой Л.         | 87                                 | «Анна Кареніна» | «Анна Каренина» |
| 55 | рос.   | Толстой Л.         | 88                                 | «Війна і мир» | «Война и мир» |
| 56 | рос.   | Тургенєв І.        | 89                                 | «Батьки і діти» | «Отцы и дети» |
| 56 | рос.   | Тургенєв І.        | 90                                 | «Вірші у прозі» | «Стихотворения в прозе» |
| 56 | рос.   | Тургенєв І.        | 91                                 | «Дворянське гніздо» | «Дворянское гнездо» |
| 56 | рос.   | Тургенєв І.        | 92                                 | «Муму» | «Муму» |
| 56 | рос.   | Тургенєв І.        | 93                                 | «Напередодні» | «Накануне» |
| 57 | франц. | Флобер Г.          | 94                                 | «Виховання почуттів» | «Education sentimentale» |
| 57 | франц. | Флобер Г.          | 95                                 | «Пані Боварі» | «Madame Bovary» |
| 58 | англ.  | Шекспір В.         | 96                                 | «Гамлет» | «Hamlet» |
| 58 | англ.  | Шекспір В.         | 97                                 | «Коріолан» | «Coriolan» |
| 58 | англ.  | Шекспір В.         | 98                                 | «Король Лір» | «King Lear» |
| 58 | англ.  | Шекспір В.         | 99                                 | «Макбет» | «Makbeth» |
| 58 | англ.  | Шекспір В.         | 100                                | «Отелло» | «Othello» |
| 58 | англ.  | Шекспір В.         | 101                                | «Річард ІІІ» | «Richard III» |
| 59 | нім.   | Шиллер Ф.          | 102                                | «Дон Карлос» | «Don Carlos» |
| 59 | нім.   | Шиллер Ф.          | 103                                | «Марія Стюарт» | «Maria Stuart» |
| 59 | нім.   | Шиллер Ф.          | 104                                | «Орлеанська діва» | «Die Jungfrau von Orléans» |
| 59 | нім.   | Шиллер Ф.          | 105                                | «Розбійники» | «Die Räuber» |
| 60 | франц. | Шеньє А.           | 106                                | «Ямби» | «Jambes» |

* зацитовано текст Лесі Українки, де конкретних назв творів вона не вказала. Також в листі є імена авторів (Бурже П., Мопассан Г., Мордовцев Д.), твори яких з тих чи тих причин авторка не радить перекладати, та зазначає авторів (Бурже П., Гольдоні К., Красицький І., Лесаж А.-Р., Нємцевич Ю.), з художньою творчістю яких ще не ознайомлена.